# Suedia-Finlanda

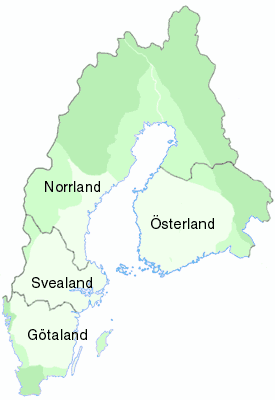
Regatul Suedez în 1700, subdivis în regiunile tradiționale.

Suedia-Finlanda (finlandeză Ruotsi-Suomi, suedeză Sverige-Finland) este un termen modern, folosit în special în Finlanda, care se referă la Regatul Suedez în perioada dintre Uniunea de la Kalmar și Marele război al nordului, sau perioada dintre secolul XIV și secolul XVIII. În 1809 țara a fost împărțită, jumătatea orientală devenind parte a Imperiului Rus, cunoscută ca Marele Ducat al Finlandei.
Deși termenul are merite didactice, de exemplu, când este foloșit împreună cu termenii Danemarca-Norvegia și Suedia-Norvegia, el induce în eroare și contrazice folosirea contemporană, pentru că de la Evul Mediu la 1809, Finlanda contemporană a fost integrată cu regatul ca alte provincii.